# University of North Dakota

Logo

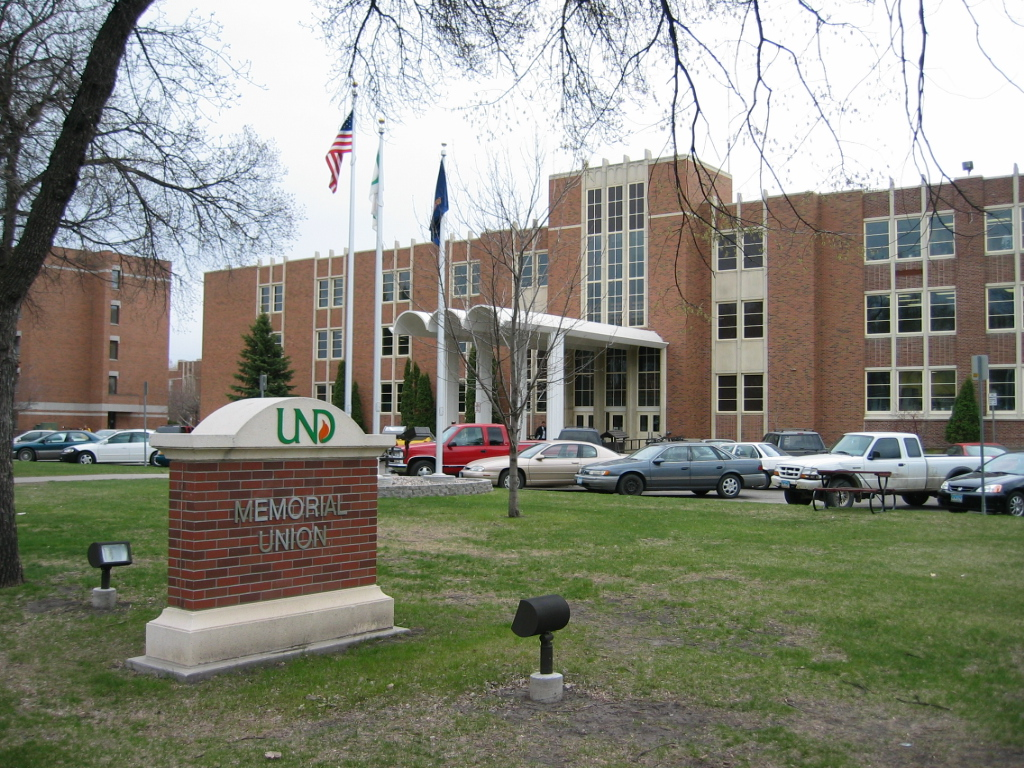
Gebäude der Memorial Union

Die University of North Dakota (auch UND genannt) ist eine staatliche Universität in Grand Forks, im Osten des US-Bundesstaates North Dakota. Sie ist die älteste Universität in North Dakota und mit 14.900 Studenten auch die größte. Hier befindet sich die einzige medizinische und juristische Fakultät des Bundesstaates.

## Geschichte
Die Hochschule wurde 1883 von der Versammlung des Dakota-Territoriums gegründet, noch sechs Jahre vor Gründung des Bundesstaates North Dakota. Derzeitiger Präsident ist Andrew Armacost.

## Fakultäten
- Ingenieurwissenschaften und Bergbau
- Künste und Wissenschaften
- Medizin
- Pädagogik und Humanentwicklung
- Pflege (Nursing)
- Raumfahrt (John D. Odegard School of Aerospace Sciences)
- Rechtswissenschaften
- Wirtschaftswissenschaften
- Graduate School
- Division of Continuing Education

## Forschung
2004 konnte die Universität Forschungsmittel im Wert von 82,5 Millionen US-Dollar anwerben. Im Mai 2006 haben Studenten der UND einen Anzug für bemannte Raumfahrten auf den Mars entwickelt.

## Sport

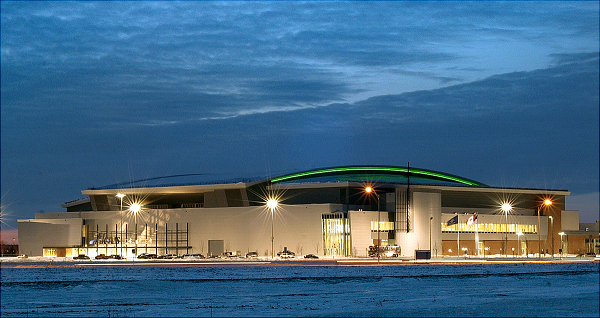
Alreus Center

Bis 2012 hießen die Sportmannschaften der UND Fighting Sioux. 2012 gab die National Collegiate Athletic Association (NCAA) einen Erlass heraus, die es den ihr unterstehenden Schulen verbot, rassistische bzw. als rassistisch empfundene Logos und Teamnamen zu benutzen. Die UND setzte sich gegen diesen Erlass zur Wehr; Unterstützer der UND schafften es, eine bundesstaatsweite Abstimmung zu initiieren. Ca. 67 % der Abstimmenden stimmten gegen die Weiterverwendung von Teamlogo und -namen; dadurch konnten Sanktionen der NCAA gegen die Schule abgewendet werden.

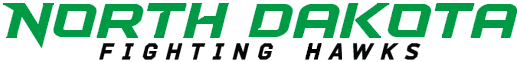
Wortmarke der Sportmannschaften

Zwischen 2012 und 2015 trugen die Sportmannschaften der UND keinen Teamnamen, seit 2015 heißen sie Fighting Hawks.
Die Universität gehört derzeit der Summit League an. Die Eishockey-Mannschaft der Männer spielt in der National Collegiate Hockey Conference.

## Bekannte Absolventen
- Maxwell Anderson (1888–1959) – Schriftsteller
- Ryan Bayda (* 1980) – kanadischer Eishockeyspieler
- Ed Belfour (* 1965) – kanadischer Eishockeytorwart
- Brock Boeser (* 1997) – Eishockeyspieler
- Drake Caggiula (* 1994) – kanadischer Eishockeyspieler
- Jon Casey (* 1962) – Eishockeytorwart
- John E. Davis (1913–1990) – ehemaliger Gouverneur von North Dakota
- Aaron Dell (* 1989) – kanadischer Eishockeytorwart
- Derek Forbort (* 1992) – Eishockeyspieler
- Rocco Grimaldi (* 1993) – Eishockeyspieler
- Kenny Golladay (* 1993) – Footballspieler
- Phil Jackson  (* 1945) – Basketballtrainer
- Tyson Jost (* 1998) – kanadischer Eishockeyspieler
- Troy Murray (* 1962) – kanadischer Eishockeyspieler
- Brock Nelson (* 1991) – Eishockeyspieler
- Karen Lujean Nyberg (* 1969) – NASA-Astronautin
- T.J. Oshie (* 1986) – Eishockeyspieler
- Zach Parise (* 1984) – Eishockeyspieler
- James Patrick (* 1963) – Eishockeyspieler
- Tucker Poolman (* 1993) – Eishockeyspieler
- Carter Rowney (* 1989) – kanadischer Eishockeyspieler
- Nick Schmaltz (* 1996) – Eishockeyspieler
- Troy Stecher (* 1994) – kanadischer Eishockeyspieler
- Jonathan Toews (* 1988) – kanadischer Eishockeyspieler
- Evan Trupp – Eishockeyspieler
- Travis Zajac (* 1985) – kanadischer Eishockeyspieler